# Brativoești
Brativoești – wieś w Rumunii, w okręgu Mehedinți, w gminie Bala. W 2011 roku liczyła 167 mieszkańców.